# Stemma dell'Honduras
Lo stemma dell'Honduras è il simbolo araldico ufficiale del paese, adottato il 9 maggio 1825. Consiste in uno scudo che raffigura una piramide con due torri e al centro un occhio della Provvidenza, mentre sul bordo è riportata la scritta República de Honduras Libre Soberana E Independiente e la data di indipendenza (15 settembre 1821). Ai lati dello scudo si trovano due cornucopie mentre nella parte superiore è visibile un fodero pieno di frecce. Sotto lo scudo è raffigurato un paesaggio con querce, pini e miniere, con anche attrezzi per il lavoro di estrazione.